# Va tutto bene (Angelina Mango)
Va tutto bene è il singolo di debutto della cantautrice italiana Angelina Mango, pubblicato il 13 novembre 2020 come primo estratto dal primo EP Monolocale.

## Descrizione
Il brano è stato scritto, composto e prodotto dalla stessa cantautrice.

## Tracce
Testi e musiche di Angelina Mango.
1. Va tutto bene – 3:05